# Theristria taroom
Theristria taroom är en insektsart som beskrevs av Christine Lynette Lambkin och Tim R. New 1994. Theristria taroom ingår i släktet Theristria och familjen fångsländor. Inga underarter finns listade i Catalogue of Life.